# إيمانويل كوليو
ايمانويل كوليو
هو : ايمانويل كوليو .
لاعب كرة قدم أرجنتيني .
يلعب في نادي جلطة سراي التركي .
مركز اللاعب : وسط الملعب .
ولد في 30 / أغسطس / 1983 م .
عمره 27 عاما .

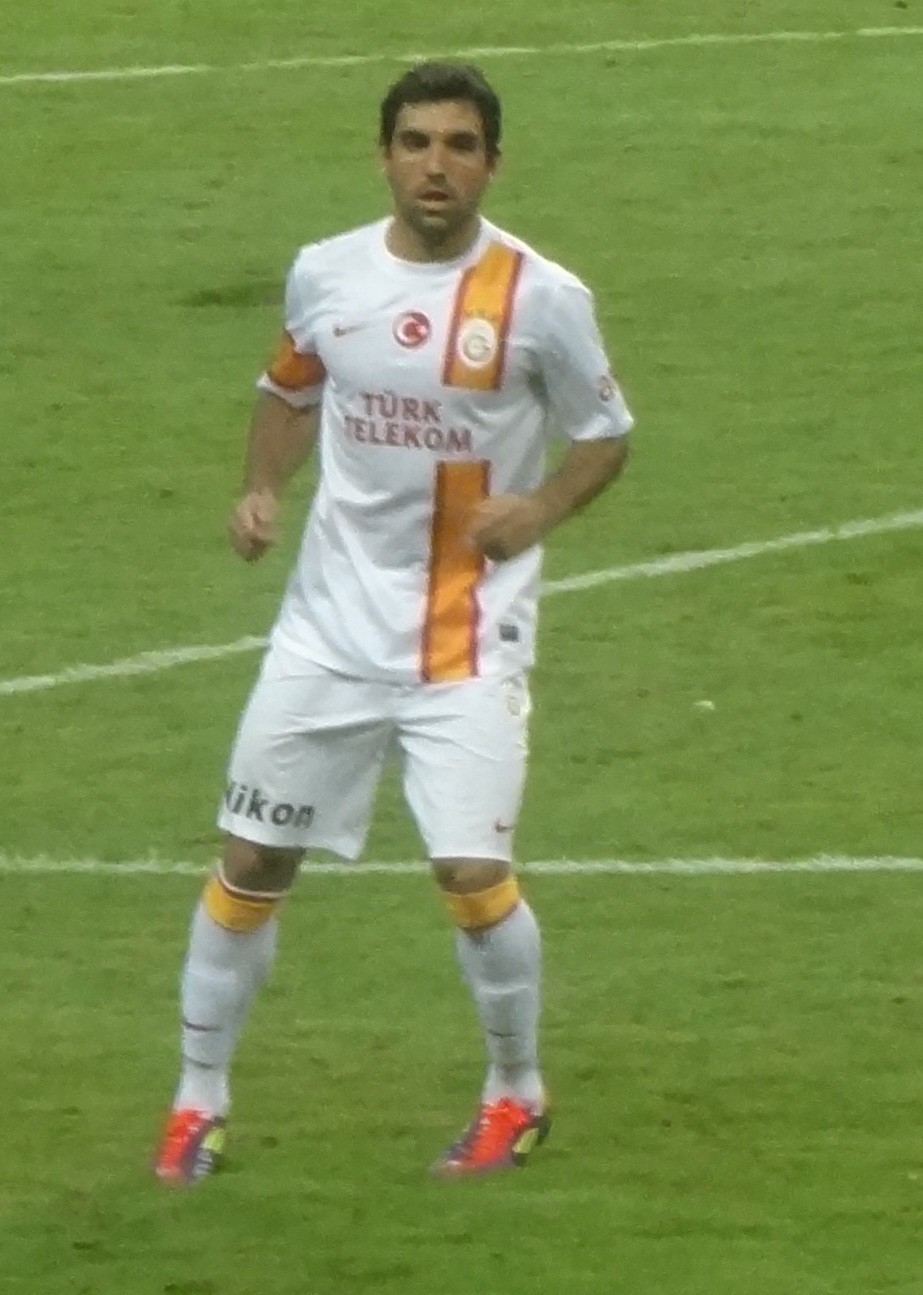

بدأ مشواره في نادي كلوج الروماني ، ثم انتقل إلى نادي جلطة سراي التركي في عام 2011 م .
مكان الولادة : ميرسيدس .
طوله : 174 سم .
رقم اللاعب : 19 .

## وصلات خارجية
- إيمانويل كوليو على موقع اتحاد تركيا (لاعب) (الإنجليزية)
- إيمانويل كوليو على موقع قاعدة بيانات كرة القدم.إي يو (الإنجليزية)
- إيمانويل كوليو على موقع Soccerbase.com (لاعب) (الإنجليزية)
- إيمانويل كوليو على موقع Soccerway.com (الإنجليزية)
- إيمانويل كوليو على موقع عالم كرة القدم.نت (الإنجليزية)